# Huez
Huez település Franciaországban, Isère megyében. Lakosainak száma 1264 fő (2022. január 1.). Huez Villard-Reculas, Auris, Le Freney-d’Oisans, La Garde és Oz községekkel határos.

## Népesség
A település népességének változása:
| Lakosok száma | 619  | 1154 | 1265 | 1327 | 1413 | 1335 | 1307 | 1306 | 1298 | 1264 |
|               | 1968 | 1982 | 1990 | 2006 | 2013 | 2015 | 2017 | 2019 | 2020 | 2022 |

## Testvérvárosok
- Bormio, Olaszország, 2005 óta